# Dawid Daniuszewski
Dawid Daniuszewski  (1885 – 1944) fou un jugador d'escacs jueu polonès.

## Resultats destacats en competició
El 1906 fou 2n, rere Akiba Rubinstein, a Łódź (Łódź). El 1907, fou també 2n, rere Rubinstein, i per davant de Gersz Rotlewi i Gersz Salwe al Quadrangular de Lodz. El 1907/08, fou 10è al 5è Campionat rus (Torneig de Mestres de Totes les Rússies), a Lodz; (campió: Rubinstein). El 1909, empatà als llocs 1r-2n amb Rotlewi a Lodz. El mateix any, empatà als llocs 4t-6è a Sant Petersburg (Torneig amateur de Totes les Rússies; el campió fou Aleksandr Alekhin). El 1912, fou 6è a Lodz (campió: Iefim Bogoliúbov).
Entre els anys 1915 i 1921 va anar a viure a Rússia. El 1920, empatà als llocs 9è-10è a Moscou (1r Campionat de l'URSS; el campió fou Alekhin). Un cop retornat a Polònica, s'establí a Lodz, on el 1922/23 fou 2n rere Jakub Kolski, i empatà als llocs 1r-2n amb Josek Gottesdiener el 1924. El mateix any, fou 3r al Quadrangular de Varsòvia (campió: Gottesdiener). Va representar Polònia a la I Olimpíada d'escacs no oficial a Paris, on hi puntuà (+6 –4 =3). El 1927, fou 10è al 2n Campionat de Polònia a Lodz; (campió: Rubinstein).
Al final de la seva vida, Daniuszewski va jugar una partida que es conserva, contra el Dr. Salomon Szapiro al gueto de Lodz el 9 de febrer de 1944.

## Partides destacades
- Dawid Daniuszewski vs Akiba Rubinstein, Lodz 1907, Ruy Lopez, Variant Nuremberg, C60, 1-0
- Aleksandr Alekhin vs Dawid Daniuszewski, Moscou 1920, URS-ch, Obertura de l'alfil, Vienesa per transposició, C28, 0-1
- Georges Koltanowski vs Dawid Daniuszewski, Paris 1924 (ol), Índia antiga, A50, 0-1
- Dawid Daniuszewski vs Samuel Szapiro, Ghetto de Lodz 1944, defensa francesa, Winawer, Variant Bogoliúbov, C17, 1-0